# アイドルマスター ステラステージ
『アイドルマスター ステラステージ』（THE IDOLM@STER STELLA STAGE）は、バンダイナムコスタジオ開発のアイドル育成ゲーム。
アイドルマスターシリーズの作品で、『アイドルマスター プラチナスターズ』に続きPlayStation 4専用タイトルとしては2作目の作品として、2017年12月21日に発売された。

## 概要
芸能プロダクション「765プロのプロデューサー」としてアイドルをプロデュースする作品。本作では765プロとライバル関係にある961プロの二人の社長が共同で企画しつつも頓挫した「ステラステージ」の開催が目標。ゲームシステムは前作『プラチナスターズ』を踏襲しつつ「コーチング」や「オフ」などの新システムが導入されている。
3DエフェクトにはマッチロックのBISHAMONが採用されている。

## ゲームシステム
ライブでコーチングポイント（CP）を貯めることができる。CPを使用することで、アイドルの能力を開花させることができる。ボードゲームのようなパネル形式になっており、習得したパネルと隣接したパネルから新たなスキルや楽曲・衣装を獲得できる。
また、アイドルの疲労が溜まると、ライブが盛り上がりにくくなる。オフを設定して回復させることができる。オフは動物園やプールなどに行くことでリフレッシュできる。
前作『プラチナスターズ』のダウンロードコンテンツ（DLC）の一部を継承することができる。DLC創刊号から6号までの楽曲・衣装・アクセサリーは本作でも使用可能。

## 楽曲
『プラチナスターズ』の初期収録曲は全て本作にも収録され、さらに新曲が追加されている。

### 初期収録曲
初めてゲームで使用された曲は太字で表記する。
- ToP!!!!!!!!!!!!!
- THE IDOLM@STER 2nd-mix
- Thank You!
- relations
- 待ち受けプリンス
- まっすぐ
- 隣に…
- エージェント夜を往く
- キミはメロディ
- 太陽のジェラシー
- おはよう!!朝ごはん
- Kosmos, Cosmos
- SMOKY THRILL
- 魔法をかけて！
- Brand New Day!
- スタ→トスタ→
- 蒼い鳥
- shy→shining

初期に収録されている楽曲は『Top!!!!!!!!!!!!!』、『THE IDOLM@STER 2nd-mix』、『Thank You!』の3曲。ほかにコーチングパネルで習得したり、一定の条件をクリアすることで得られる楽曲がある。

### 特殊・ライバル専用曲
- 紅白応援V（地獄の特訓でのみ）
- Blooming Star（詩花のみ）

## DLC
本作でも、他アイドルマスターシリーズと同様にDLCの配信が開始されている。発売当初から約半月に一回のペースで配信されるDLCカタログで様々なオリジナルの衣装やアクセサリなどが配信される。全部で6号にわたって配信する予定。
- 創刊号 - 2017年12月21日配信
  - 追加楽曲：『Vertex Meister』（新曲）、『Destiny』、『ポジティブ！』、『M@STERPIECE』、『ラムネ色 青春』
  - オリジナル衣装：コスモガールズ、運命の星、スターピースメモリーズ、シーブルームカーテン、エンジェルパティシエール、エブリデイバカンス
  - アクセサリー：セイントローズなど全部で16種類
  - アイテム：全部で9種類。ゲーム内のアイテムとして、使用すると衣装のレベルが上がるなどの効果が得られる
  - その他：ゲーム中で使用するマニーと各アイドルからのメール
- 第2号 - 2018年1月11日配信
  - 追加楽曲：『星彩ステッパー』(新曲)、『静かな夜に願いを…』、『MEGARE!』、『私たちはずっと…でしょう？』、『Fate of the World』
  - オリジナル衣装：星先案内人、トロピカルスイマー、フォーエバースター☆☆☆、スリーピングプリマ、胡蝶の夢、ブルースカイブルー
  - アクセサリー：ポーラーポーラーなど全部で16種類
  - アイテム：全部で9種類
  - その他：ゲーム中で使用するマニー
- 第3号 - 2018年1月25日配信
  - 追加楽曲：『そしてぼくらは旅にでる』(新曲)、『Good-Byes』、『shiny smile』、『虹色ミラクル』、『マリオネットの心』
  - オリジナル衣装：ロンリーエクスプローラー、グラデュエーションズデイ、ウィッシュオールミラクル、ワイヤードマリオネット、カラーザシュガーローズ、クラシカルジャパネスク
  - アクセサリー：拝啓、紙飛行機など全部で16種類
  - アイテム：全部で9種類
  - その他：ゲーム中で使用するマニー
- 第4号 - 2018年2月8日配信
  - 追加楽曲：『We Have A Dream』、『The world is all one !!』、『思い出をありがとう』
  - オリジナル衣装：レインボードリーム、ワールズメモリー、トランプ兵のひと休み、スリーピーアリエス
  - アクセサリー：マイハートカチューシャなど全部で16種類
  - アイテム：全部で9種類
  - その他：ゲーム中で使用するマニー
- 第5号 - 2018年2月22日配信
  - 追加楽曲：『愛 LIKE ハンバーガー』、『またね』、『Colorful Days』
  - オリジナル衣装：バーガーガール・W、ニューカラフルワールド！、サンフラワーハニー、アクアモザイク
  - アクセサリー：マイシェリフハットなど全部で16種類
  - アイテム：全部で9種類
  - その他：ゲーム中で使用するマニー
- 第6号 - 2018年3月15日配信
  - 追加楽曲：『MUSIC♪』、『First Stage』、『ふるふるフューチャー☆』
  - オリジナル衣装：コンダクター・サーティン、ディアマイファースト、夢見る雛菊、デビルブラックホール
  - アクセサリー：メロディックバレッタなど全部で16種類
  - アイテム：全部で9種類
  - その他：ゲーム中で使用するマニー

## 評価
週刊ファミ通のクロスレビューでは合計33点（40点満点）でゴールド殿堂入りしている。

## CD
THE IDOLM@STER STELLA MASTER
「ステラステージ」のサウンドトラックCDとして、「STELLA MASTER」シリーズが日本コロムビアよりリリースされている。